# الصبخة
الصبخة قرية سعودية، تتبع مركز بني سعد التابع لمحافظة الطائف في منطقة مكة المكرمة. تقع شرق الطائف بمسافة ( ) كم.

## الموقع والسكان
يحدها عدة جبال: العرق والحمر وهضبة سحمة. ويوجد بها القرية القديمة (تعتبر الآن أثرية) والقرية الحالية وبها منازل حديثة. وما زال بعض سكان القرية يسكنونها بعكس معظم القرى المجاورة التي هجرها سكانها نتيجة للهجرة إلى المدن.

## معالم القرية
- الجامع الكبير في وسط القرية.
- مسجد قرب القرية القديمة.
- ملعب سد الوقبة (يتوسط القرية بجانب الجامع وتقام عليه مناسبات رياضية مختلفة في رمضان والعيد كما تقام عليه المناسبات الخاصة مثل الزواج والحفلات الكبيرة، ويقام عليه أيضا مهرجان الصبخة العيدي الذي يقام سنويا في عيد الفطر المبارك.

- منزل شيخ قبيلة الذويبات حيث أن لقبيلة الذويبات عدة قرى متجاورة.
- مدرسة البنين الحالية.
- مدرسة البنات الحالية.
- مدرسة البنين القديمة.
- مدرسة البنات القديمة.

## مهرجان الصبخة العيدي
يقام هذا المهرجان سنويا في عيد الفطر المبارك لمدة ثلاثة أيام ويحظى بدعم ذاتي من أبناء القبيلة. ويتم الاستعداد له في شهر شعبان ورمضان وينتخب كل سنة رئيس جديد ونائب رئيس لإدارة المهرجان. ويتم تقسيم العمل إلى لجان وكل لجنة لها رئيس ونائب رئيس. وهناك عدة انشطة في المهرجان تهم كبار السن والشباب والأطفال والنساء ومن أبرز الأنشطة:
- الإفطار الجماعي (يكون بعد صلاة العيد مباشرة في مخيم المهرجان).
- الأنشطة الرياضية والألعاب الشعبية (تكون في فترة العصر في ساحة المخيم).
- الحفل الرئيسي (يكون في الليل حيث يدوم ليلتين في المخيم ويحتوي على مسرحيات ومسابقات ثقافية وألعاب خفيفة وقصائد شعرية وجلسات سمر).
- حفل الختام (يتم فيه توزيع جوائز المسابقات والحفل الخطابي ويختتم بالألعاب النارية).